# Batu (ville)
Pour les articles homonymes, voir Batu (homonymie).
Batu est une ville d'Indonésie dans la province de Java oriental, située à 15 km au nord-ouest de Malang, sur la route de Malang à Kediri. Elle a le statut de kota.

## Histoire
Batu s'est développée au milieu du XIXe siècle, à l'époque coloniale, comme région de plantations et comme station de montagne.

## Tourisme
En Indonésie, Batu est parfois surnommée « la petite Suisse de Java » à cause de son environnement montagneux et son climat relativement frais. Située à une altitude allant de 680 à 1 200 mètres, elle a des températures qui varient entre 15 et 19 °C.
La station de Selecta à Batu a été créée comme villégiature de montagne par les Néerlandais.
Des grottes se trouvent à Cangar dan Tlekung. Cangar possède des sources chaudes. Il y a des chutes d'eau à Coban Rondo, Coban Rais et Coban Talun.
Batu est un point de départ pour de nombreuses excursions de montagne, notamment pour l'ascension du volcan Arjuno-Welirang.
La ville est également un centre d'horticulture produisant des fruits de climat tempéré comme les pommes et des légumes.
Enfin, Batu est une ville de peintres. On y trouve de nombreux ateliers et galeries d'art.

## Archéologie
Le temple de Songgoriti se trouve dans le village homonyme, à quelques kilomètres après batu, dans le jardin de l'hôtel du même nom. Il n'en reste que le soubassement et quelques morceaux de murs qui dévoilent les nombreuses décorations. Parmi les vestiges qu'on y trouve, on reconnaît une base de statue de Durga.

## Galerie

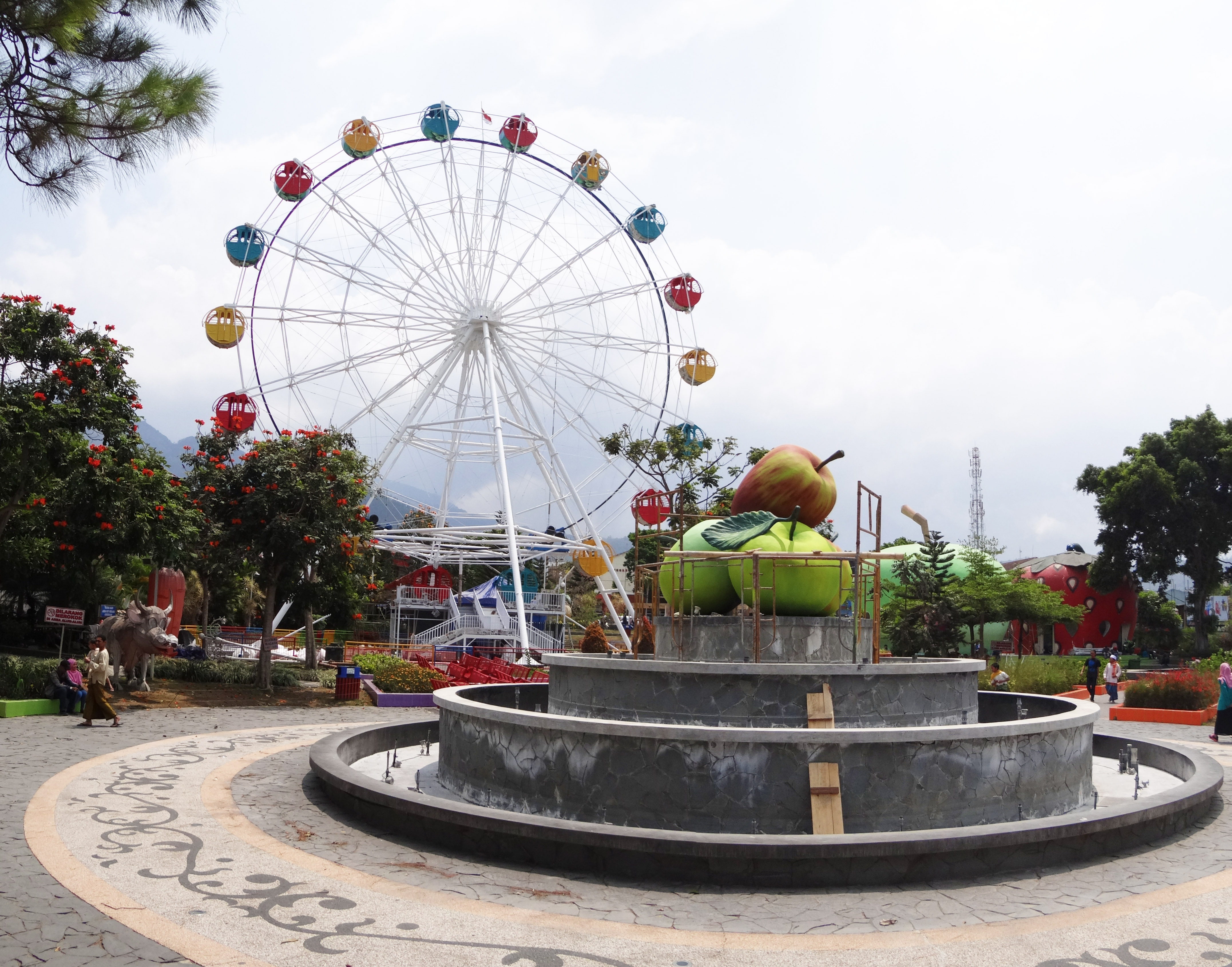
Batu : l’alun-alun (place centrale)
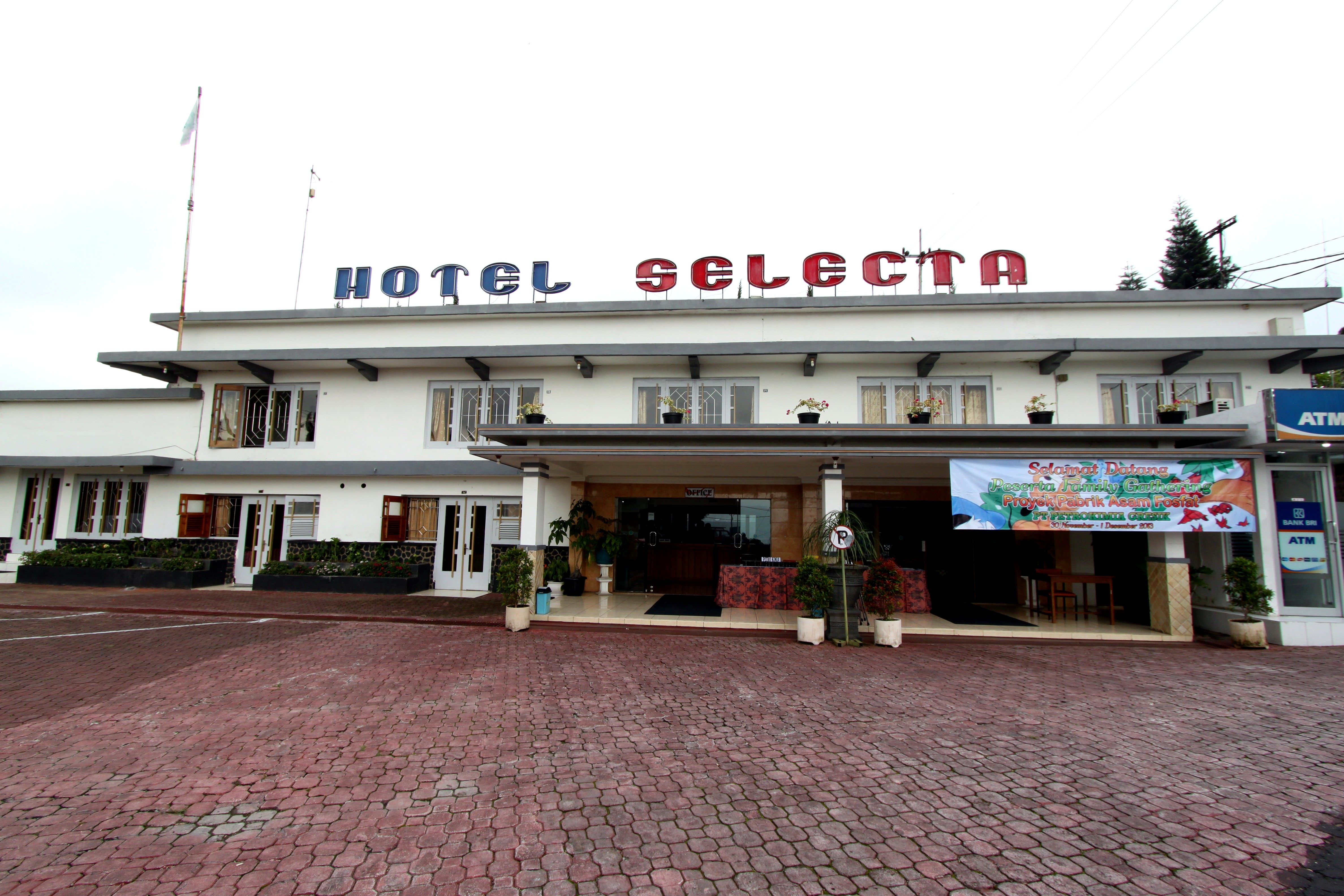
L'hôtel Selecta à Batu
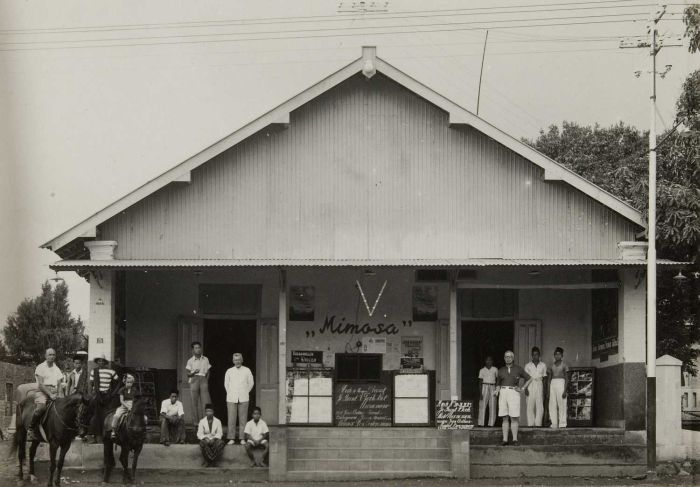
Batu : le cinéma "Mimosa" en 1941, avec une affiche pour Vous ne l'emporterez pas avec vous de Frank Capra et une autre pour l'entrée en service du HNLMS Van Galen dans la Marine royale néerlandaise. Le V se veut celui de la victoire.
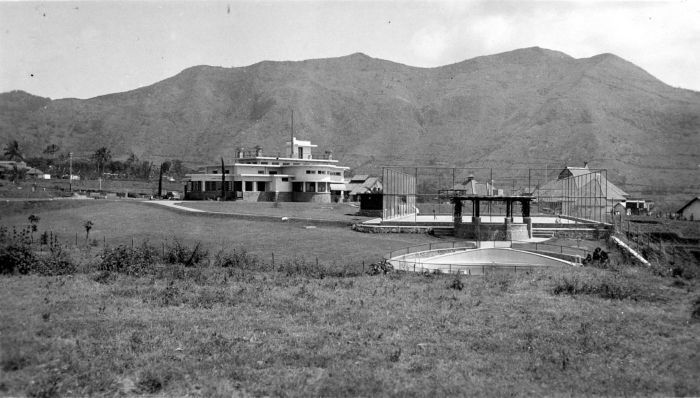
Une villa moderne à Batu dans les années 1930, archive du Tropenmuseum.
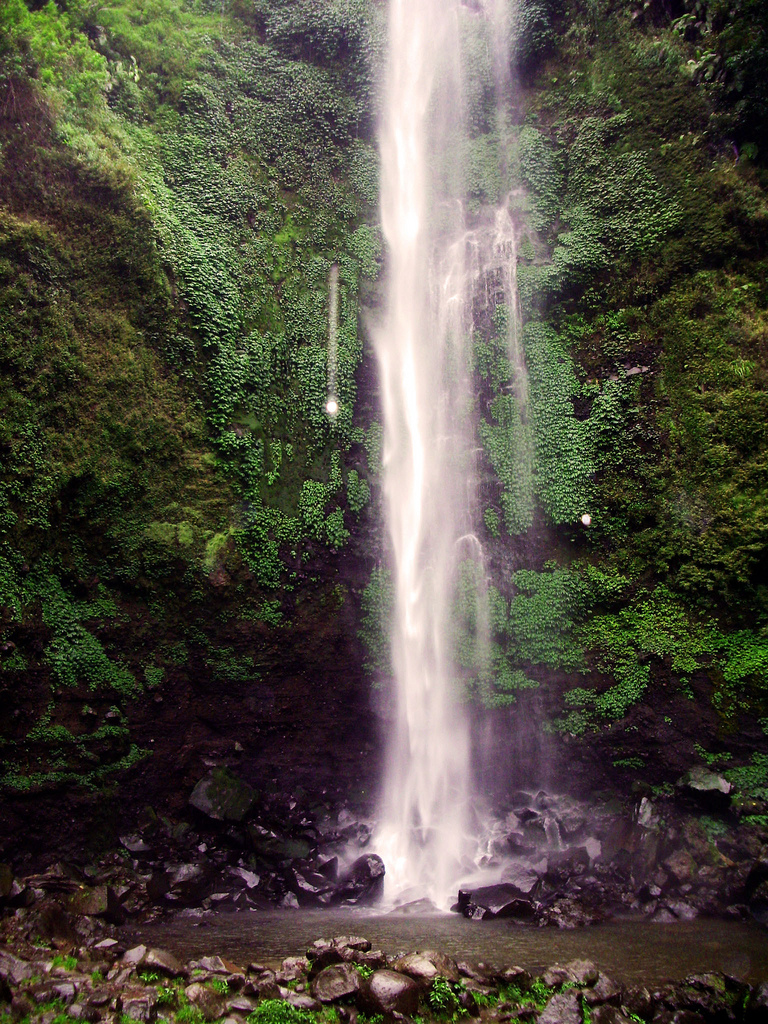
La chute d'eau de Coban Rondo
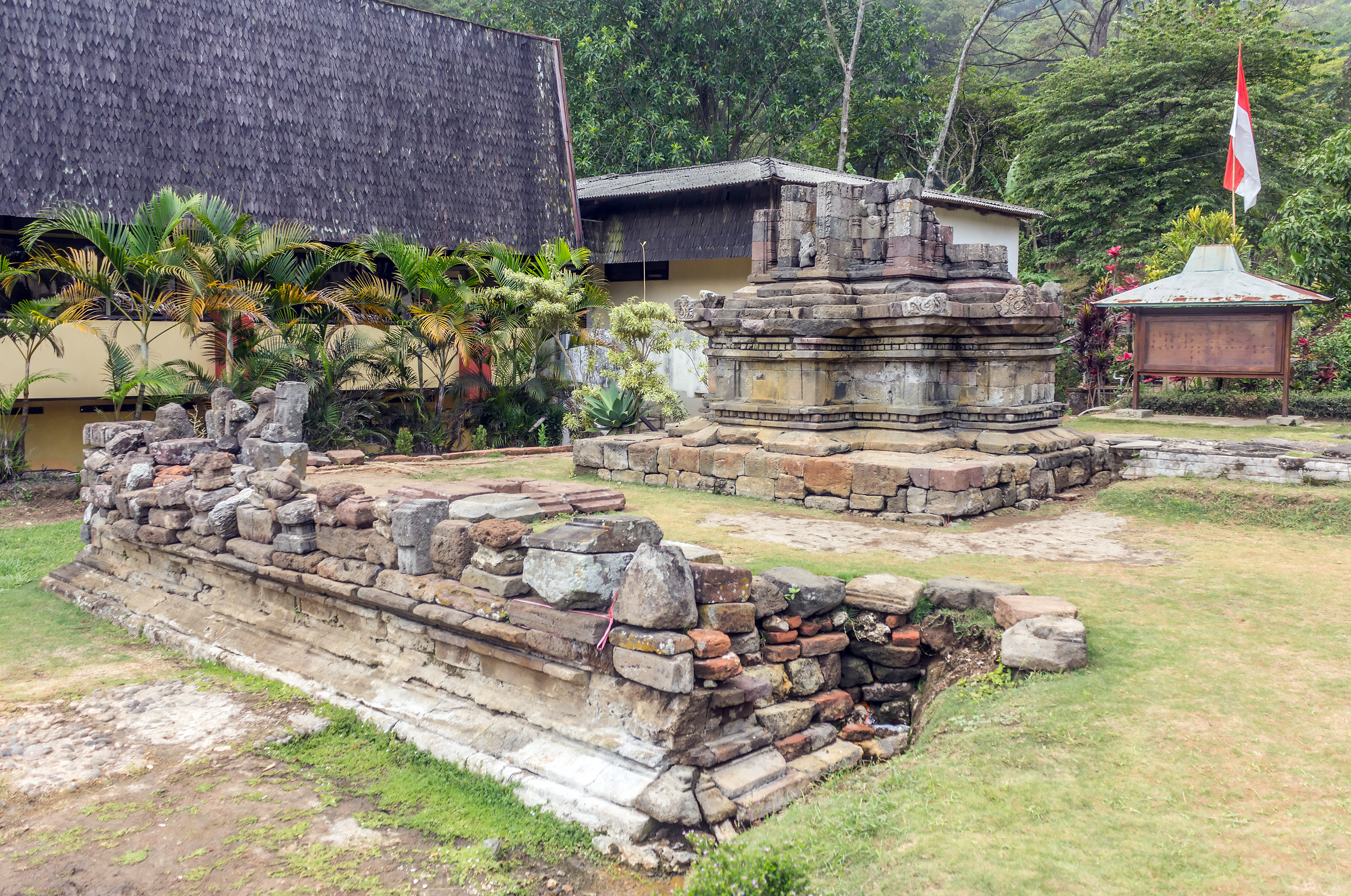
Le temple de Songgoriti
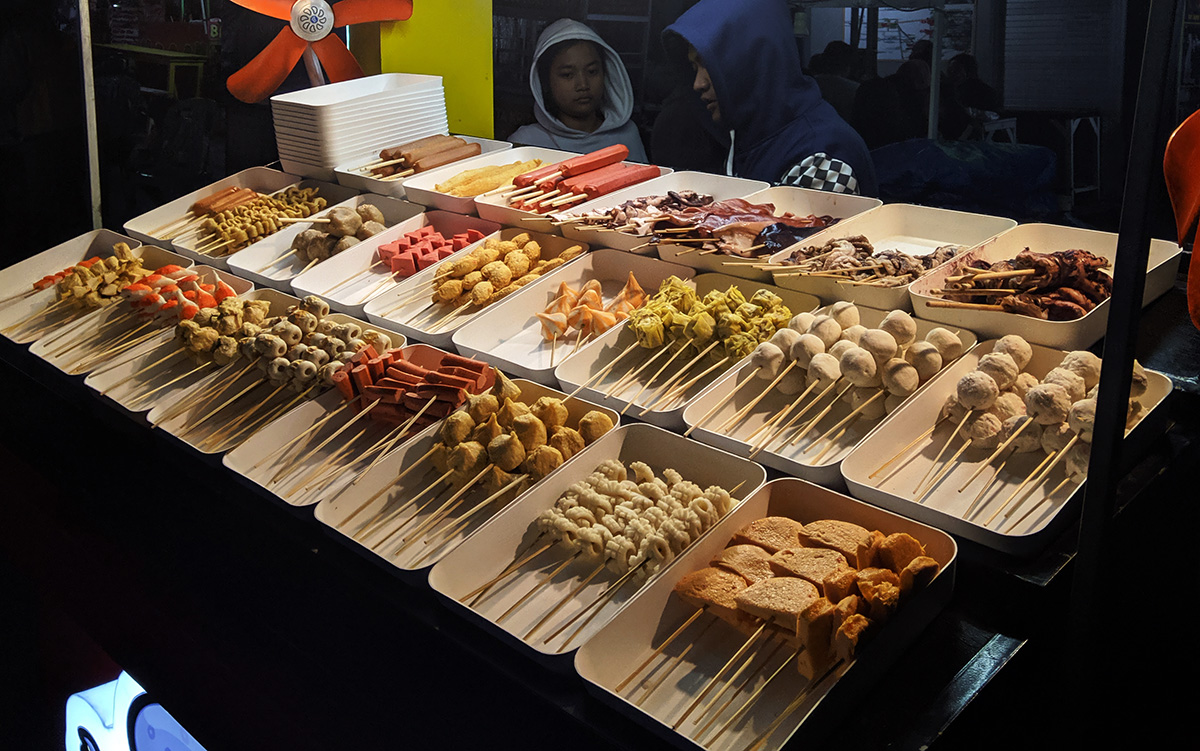
Stand de lok-lok